# Übach-Palenberg
Übach-Palenberg là một thị xã ở huyện Heinsberg trong bang Nordrhein-Westfalen, nước Đức. Đô thị Übach-Palenberg có diện tích 26,11 km².
Thị xã nằm ở biên giới với Hà Lan, cự ly khoảng 10 km về phía đông của Heerlen và 15 km về phía bắc của Aachen. Sông Wurm chảy qua khu vực.

## Đô thị kết nghĩa
- Rosny-sous-Bois,(Pháp)
- Landgraaf,(Hà Lan).